# Xantho pilipes
Xanthe poilu
Espèce
Xantho pilipes, communément appelé le Xanthe poilu, est une espèce de crabes de la famille des Xanthidae.